# Evan Bogerd
Evan Bogerd (Gorinchem, 17 maart 1993) is een Nederlands organist.

## Levenloop

### Studie
Bogerd doorliep het vwo aan de  Jacobus Fruytier Scholengemeenschap in Apeldoorn. Hij studeerde orgel bij Herman van Vliet te Amersfoort en vervolgens bij Jos van der Kooy aan het Koninklijk Conservatorium te Den Haag met als bijvak piano. Hierna sloot hij zijn master af met een tien voor het eindrecital.

### Carrière
Bogerd werd in 2011 benoemd tot organist van de kerken in Kootwijk en Kootwijkerbroek. Hij werkte tevens bij Orgelmakerij Noorlander in Barneveld. In 2016 werd hij aangesteld als organist aan de Ichthuskerk en Grote of Sint-Stephanuskerk in Hasselt en twee jaar later in de Waterstaatskerk in Hengelo. Hij is sinds 2020 cantor-organist aan de Westerkerk in Amsterdam. Hij volgde hier Jos van der Kooy op die hem tot organist opleidde. Daarnaast is hij een veelgevraagd concertorganist.
Bogerd won ook velen malen concoursen. Zo werd hij in 2009 als tweede winnaar van het Feike Asma-concours. Daarnaast won hij de eerste prijs van het Anton Bruckner Improvisatieconcours in Linz en de eerste prijs op het Nationaal Improvisatieconcours in Dordrecht.